# Cavallet (moble)
Un cavallet és un moble que constitueix una ajuda vertical per a exhibir i/o fixar alguna cosa que se recolza sobre ell.

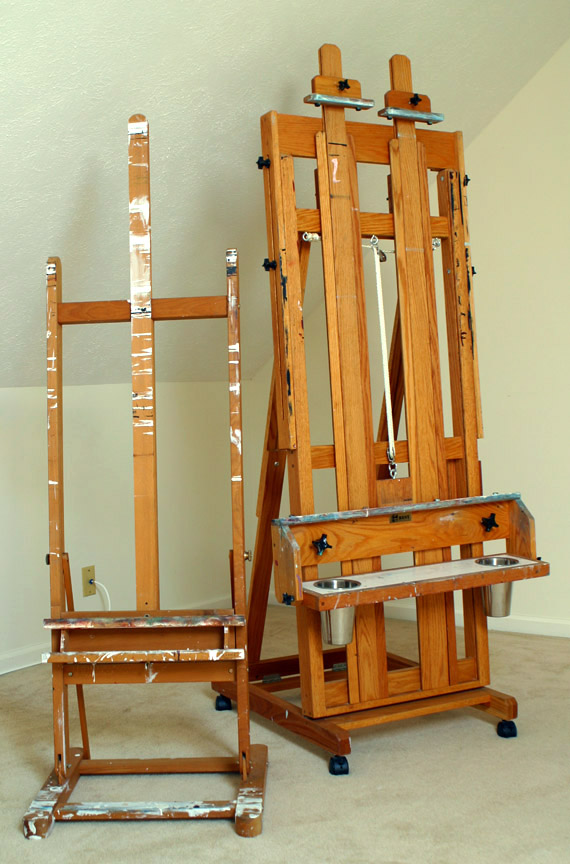
Dos exemples de cavallet en 'H'

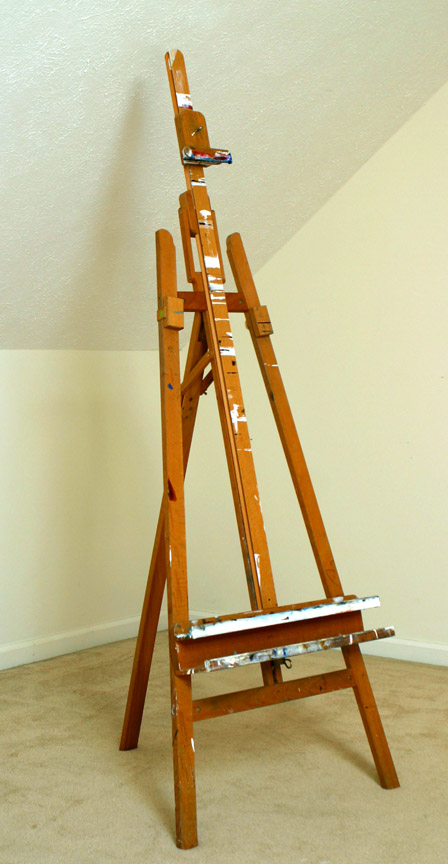
Exemple de cavallet en trípode amb mecanisme d'inclinació

Els cavallets se sap que han estat en ús des de l'època dels egipcis antics. En el segle i, Plini el Vell fa referència a un panell gran col·locat sobre una base.
S'utilitza generalment per a suportar el llenç o el llibre gran d'esbossos d'un pintor mentre l'artista està treballant; o per a exhibir una pintura acabada per a l'exposició. La forma més simple de cavallet d'un artista, un trípode, consisteix en tres pals verticals units en un extrem. Un mecanisme que gira permet que el pal central s'allunyi dels altres dos, formant un trípode. Els dos pals que no giren tenen una peça horitzontal sobre la qual es posa el llenç. Un model similar serveix per a sostenir una pissarra, una pantalla de projecció, un cartell, etc. Un cavallet pot ser d'altura total, dissenyat per a mantenir-se per si mateix en el pis. Els cavallets es construïxen habitualment de fusta, d'alumini o acer.
Hi ha dos dissenys comuns per als cavallets:
- Els cavallets de trípode es basen en tres potes. Les variacions inclouen barres transversals per a fer la base més estable i un mecanisme independent per a permetre l'ajustament vertical del plànol de treball sense sacrificar l'estabilitat de les tres cames de la base.
- Els cavallets amb marc en H es basen en angles rectes. Tots els pals són generalment paral·lels a la base del cavallet que és rectangular. La porció principal del cavallet consisteix en dos pals verticals amb l'ajuda horitzontal d'una barra transversal, donant així lloc a la forma general d'una H. Les variacions inclouen addicions que permeten que la verticalitat del cavallet sigui ajustada. Són els més estables i permeten una regulació màxima en altura.
- Els cavallets de sobretaula. Apropiats per a pintar asseguts, solen ser models mitjans o petits. Aquests últims serveixen també de faristol per a exposar les obres.

Hi ha tres usos comuns per als cavallets:
- Els cavallets d'estudi s'utilitzen en l'estudi de l'artista amb la necessitat parcial del cavallet de ser portàtil. Els cavallets d'estudi poden ser simples en disseny o molt complexos incloent torns, mastelers múltiples i rodes. Els cavallets més grans són cavallets d'estudi amb capacitat per a donar suport pesos superiors a 200 lliures i panells més alts de 7 peus.
- Els cavallets de camp són portàtils i s'utilitzen per a la creació del treball a l'aire lliure (vegeu plenairisme). Aquests cavallet són classificats generalment com mitjans o petits, tenen potes telescòpiques o plegables i es basen en el disseny del trípode. Les caixes cavallet amb potes inclouen un compartiment en el qual emmagatzemar convenientment obres d'art juntament amb una manija o corretges per a poder dur la caixa francesa com un maletí.
- Els cavallets d'exposició serveixen per a l'exhibició de treballs acabats. Aquests cavallets tendeixen a ser molt simples en disseny amb menys preocupació per l'estabilitat que necessita un artista per al treball. Els cavallets d'exhibició poden variar de grandària i robustesa depenent del pes i de la grandària de l'objecte que es va a col·locar sobre ells.[1]